# Джонс, Джилл Мари
Джилл Мари Джонс (англ. Jill Marie Jones, род. 4 января 1975) — американская актриса и бывшая фотомодель, известная благодаря роли в ситкоме UPN «Подруги».

## Жизнь и карьера
Джонс родилась в Далласе, штат Техас, и окончила университет женщин штата Техас, после чего недолго работала фотомоделью, прежде чем в 2000 году получить одну из ведущих ролей, эгоцентричной и жаждущей денег Тони Чайлдс, в комедийном сериале UPN «Подруги». Она снималась в шоу с 2000 по 2006 год и покинула его в мае 2006, после шести сезонов, так как не стала продлевать свой контракт на съемки. С тех пор, Джонс снялась в нескольких фильмах, в особенности «Идеальное Рождество», «Аутсайдеры» и «Кинозвезда в погонах», а в качестве ведущей актрисы появилась в нескольких независимых комедиях.
В 2013 году Джонс появилась во втором сезоне сериала FX «Американская история ужасов», а затем взяла на себя второстепенную роль в сериале Fox «Сонная лощина». В феврале 2015 года Джонс получила роль в сериале-сиквеле кинофраншизы «Зловещие мертвецы».

## Фильмография
| Год       | Название на русском          | Название на английском        | Роль                   | Примечания |
| --------- | ---------------------------- | ----------------------------- | ---------------------- | --- |
| 2000      | Городские парни              | City Guys                     | Чирлидер               | Эпизод: «Shock Treatment» |
| 2000-2006 | Подруги                      | Girlfriends                   | Антуанетта Мари Чайлдс | Регулярная роль, 137 эпизодов Номинация — Image Award за лучшую женскую роль в комедийном сериале (2006) Номинация — BET Comedy Award за лучшую женскую роль второго плана в комедийном сериале (2004) |
| 2007      |                              | Universal Remote              | Мэри                   | |
| 2007      |                              | Redrum                        | Тоня                   | |
| 2007      | Идеальное Рождество          | The Perfect Holiday           | Робин                  | |
| 2008      | Аутсайдеры                   | The Longshots                 | Ронни                  | |
| 2008      | Кинозвезда в погонах         | Major Movie Star              | Рядовой Конни Джонсон  | |
| 2009      | Абсурд                       | Drool                         | Имоджен Кокран         | FilmOut Audience Award за лучшую женскую роль второго плана |
| 2010      | Знакомство со Спенсером      | Meeting Spencer               | Никки Росс             | |
| 2011      | Тридцатипятилетние           | 35 and Ticking                | Коко                   | |
| 2013      | Американская история ужасов  | American Horror Story: Asylum | Пандора                | Эпизод: «Spilt Milk» |
| 2013—2014 | Сонная лощина                | Sleepy Hollow                 | Синтия Ирвинг          | 6 эпизодов |
| 2014      |                              | Men, Money & Gold Diggers     | Дейдра                 | |
| 2014      |                              | Hear No Evil                  | Кейт                   | |
| 2015—2016 | Эш против зловещих мертвецов | Ash vs Evil Dead              | Аманда Фишер           | 10 эпизодов |
| 2018      |                              | Craig Ross Jr.'s Monogamy     | Мэгги                  | |
| 2019      | Письмо смерти                | BOO!                          | Элиз                   | |